# 川柳家一覧
川柳家一覧（せんりゅうかいちらん）は、日本国内および世界各国で活躍する、主要な川柳家（川柳作家）の五十音順一覧である。
この一覧はウィキペディアに記事があるかを確認する便宜のためにあり、Wikipedia内に記事が存在する人物を中心とする。
この一覧に追加を行う方へ。できる限り人物の記事を作成してから追加するようお願いします。

## 日本

### あ行
- 葵徳三
- 青木史呂
- 青田煙眉
- 青砥可明
- 麻生アート
- 麻生路郎
- 麻生葭乃
- 阿川マサコ
- 天根夢草
- 雨宮八重夫
- 阿万万的
- 安藤幻怪坊
- 五十嵐さか江
- 生田翠夢
- 去来川巨城
- 泉淳夫
- 石井有人
- 石川侃流洞
- 石川棄郎
- 石曽根民郎
- 石田柊馬
- 石田沐天
- 石原青竜刀
- 石丸春峰
- 石森騎久夫
- 磯野いさむ
- 市場没食子
- 伊藤愚陀
- 一叩人（命尾小太郎）
- 伊藤律 (川柳家)
- 磹弓彦
- 井上剣花坊
- 井上刀三
- 井上信子
- 今井鴨平
- 今川乱魚
- 岩井三窓
- 岩垣日本村
- 岩崎柳路
- 上野十七八
- 植山九天
- 魚住満潮
- 牛窓屏三呂
- 江畑哲男
- 夷一笑
- 蛭子省二
- 上田修
- 大島洋
- 大友逸星
- 大西泰世
- 大山竹二
- 岡橋宣介
- 奥野其奥
- 奥室數市
- 尾崎方正
- 小田蛙庵
- 小田夢路
- 越智伽藍堂

### か行
- 柄井川柳
- 花月亭九里丸
- 梶谷巷二
- 片野智恵子
- 片柳哲郎
- 勝山しとし
- 勝谷山川児
- 神夏磯典子
- 亀井花童子
- 亀井愚寵
- 軽部日東里
- 川上三太郎
- 川上日車
- 金森冬起夫
- 金子勘九郎
- 岸本吟一
- 岸本水府
- 橘高薫風
- 北川絢一朗
- 北村雨垂
- 木村千容
- 木村半文銭
- 草刈蒼之助
- 工藤甲吉
- 熊本広賀
- 黒川紫香
- 黒木莢豆
- 桑野晶子
- 小池正博
- 河野春三
- 小阪随帖
- 小島蘭幸 全日本川柳協会理事長 NHK広島昼まえ川柳選者
- 後藤閑人
- 後藤蝶五郎
- 小林不浪人
- 駒井美の作
- 小松原爽介
- 小宮山雅登
- 今野空白

### さ行
- 斉藤大雄
- 阪井久良伎
- 酒井駒人
- 佐々木鳳石
- 笹本英子
- 定金冬二
- 佐藤冬児
- 佐藤正敏
- 里田一ン十
- 三条東洋樹
- 直原七面山
- 品川陣居
- 柴田五万石
- 柴田午郎
- 島田雅楽王
- 清水美江
- 庄万よし
- 白石維想樓
- 杉野草兵
- 椙元紋太
- 須崎豆秋
- 須田尚美
- 首藤竹楓
- 墨作二郎
- 澄田羅門
- 住田乱耽
- 住夢遊
- 関水華
- 傍島静馬

### た行
- 高木夢二郎
- 高田寄生木
- 高鶴礼子
- 高須唖三味
- 鷹野青鳥
- 篁牛人
- 田口麦彦
- 竹内多聞
- 竹内機見女
- 武部香林
- 辰己籬風
- 田中五呂八
- 田中秀果
- 谷脇素文
- 垂井葵水
- 月原宵明
- 築山快夢起
- 佃嶺月
- 鶴彬
- 手代木唖々子
- 寺尾俊平
- 土井文蝶
- 東野大八
- 時実新子
- 戸倉普天
- 所ゆきら
- 友淵貴山
- 鳥生古弗

### な行
- 中川めかく子
- 長崎柳秀
- 中島國夫
- 中島生々庵
- 永田里十九
- 仲どんたく
- 長野文庫
- 中村富二
- 那谷光郎
- 七谷虹桟橋
- 奈良井柳人
- 新岡回天子
- 新見世間音
- 西いわを
- 西田艸楽
- 西田当百
- 西村如葉
- 奴田原紅雨
- 根岸川柳
- 延原句沙弥

### は行
- 畑田炭車
- 浜田久米雄
- 林田馬行
- 速水真珠洞
- 春元紀太
- 樋口由紀子
- 尾藤三柳
- 尾藤一泉
- 日比野和幸
- 姫田夕鐘
- 檜山千代二
- 平井与三郎
- 広江天痴人
- 平賀紅寿
- 平松圭林
- 広原都会人
- 広瀬ちえみ
- 弘津柳慶
- 福井野迷路
- 福島乾坤
- 福島真澄
- 房川素生
- 藤村〆女
- 藤村青明
- 古江康宏 ふるえ やすひろ (川柳家)
- 坊野寿山
- 星野兄兄
- 細川不凍
- 本田渓花坊
- 本間美千子
- 堀恭子 (川柳家)
- 堀豊次
- 久留素子

### ま行
- 前田義風子
- 前田伍健
- 前田雀郎
- 前田芙巳代
- 正本水客
- 増位汀柳
- 町田承春
- 松井可笑
- 松井春帆
- 松川杜的
- 松木秀
- 松永千秋
- 松本佐知子
- 松本芳味
- 三笠しず子
- 水谷鮎美
- 水谷谷水
- 水谷竹荘
- 三村叱咤郎
- 宮田あきら
- 三好革郎
- 三好計加
- 三輪五輪
- 村井見也子
- 村田周魚
- 村松夢裡
- 本橋坊茄子
- 森紫苑荘
- 森下愛論
- 森田一二
- 森中恵美子
- 森脇幽香里
- 水野タケシ

### や行
- 楊井二南
- 安川久留美
- 矢田右大臣
- 矢野虻の麿
- 山内静水
- やすみりえ
- 山崎涼史
- 山村祐
- 山本芳伸
- 矢本大雪
- 吉岡龍城
- 吉川唖人
- 吉川英治
- 吉田圭井堂
- 吉田水車

### わ行
- 若柳潮花
- 脇田米朝
- 脇屋川柳
- 綿谷摩耶火
- 渡部可奈子
- 渡邉尺蠖
- 渡邊蓮夫